# Гиљермо Очоа
Франсиско Гиљермо Очоа Магања (шп. Francisco Guillermo Ochoa Magaña; Гвадалахара, 13. јул 1985) је мексички фудбалер који игра на позицији голмана. Тренутно наступа за Салернитану.
Очоа је дебитовао за фудбалски клуб Америку 2004. у лиги и мечу против Монтереја. Прву титулу је освојио 2005. и био је у клубу први голман до 2011, где је забележио преко 200 наступа. Лета 2011. Очоа прелази у француски клуб Ајачо, а од 1. августа 2014. потписује трогодишњи уговор са шпанским клубом Малага..
За мексичку фудбалску репрезентацију наступа од 2005. и одиграо је преко 90 утакмица. Дебитовао је у пријатељској утакмици против Мађарске, коју је Мексико добио са 2:0.

## Приватни живот
Године 2006. Очоа је био у вези са мексичком глумицом и певачицом Маријом Еспиносом Дулсе. Пар се разишао годину дана касније.
После његовог пресељења у Француску, почео је да се забавља са мексичким моделом Карлом Мором. Дана 8. фебруара 2013, Карла је родила девојчицу, којој су дали име Лусијана.

## Трофеји
Америка
- Првенство: Клаусура 2005.

Мексико
- КОНКАКАФ златни куп (2): 2009, 2011.